# Фундус
Фундус је појам у уметности који се може односити на укупан посед опреме за представу неког позоришта (сценографија, костим) или на уређен простор намењен за складиштење и чување опреме позоришта под одређеним условима.